# L'Usine nouvelle
L’Usine nouvelle est un magazine mensuel français de presse écrite du Groupe Industrie Services Info (GISI) consacré à l'économie et aux technologies dans le monde industriel.
Le magazine traite de l'actualité, de l'évolution et de la direction des marchés, de veille technologique et de veille concurrentielle du monde de la production industrielle. À travers son site L'Usine digitale, il s'est positionné également sur l'information concernant les entreprises du numérique.
L'éditeur du magazine est la société Ipd.

## Histoire
Sous le titre L'Usine, un nouveau magazine de la presse économique et professionnelle est paru le 5 décembre 1891, à Charleville, en France. L'intitulé placé sous le titre annonce l'intention de ses fondateurs : « Organe de l'industrie des Ardennes et du Nord-Est ». Le journal est édité sous l'égide du Syndicat des industriels métallurgiques ardennais. Et l'édito précise : « L'Usine a l'ambition de devenir l'organe de tous ceux qui ont à cœur la prospérité des industries ardennaises et de leur expansion ». La ligne directrice est annoncée. C'est un journal conçu « par des patrons pour des patrons ». C'est un outil d'information pour les aider à agir et à décider, et c'est un support de communication et d'annonces pour le patronat. Les Ardennes et le Nord-Est de la France sont alors des terres de prédilection pour les industriels.
En 1905, le journal est racheté par Camille Didier, qui en était devenu le directeur dès 1901, à 26 ans, et qui fait ouvrir un bureau à Paris. Camille Didier veut donner au journal une diffusion nationale. En 1914, le journal bénéficie d'un lectorat de trois mille abonnés. Lors de l'invasion allemande, les bureaux sont transférés à Paris. Ils ne quitteront plus la capitale. En 1935, le magazine tire à 35 000 exemplaires et les bureaux sont au 15 de la rue Bleue, partagés avec la revue La Machine moderne.
Au déclenchement de la Seconde Guerre mondiale, le journal appelle à la mobilisation des industriels pour l'effort de guerre. Paris envahi, il se limite à des informations factuelles telles que le cours des matières premières. À la Libération, son patron, qui est toujours Camille Didier, est accusé un temps de collaboration pour avoir continué à paraître sous l'autorité allemande. Il est soutenu par sa cousine avocate Jeanne Carlot, figure de la résistance ardennaise et membre du mouvement Lorraine, qui a dirigé un journal organe de cette résistance, L'Ardenne.
En 1945, le magazine est de nouveau diffusé après une interruption de onze mois, sous le titre L’Usine nouvelle. La pagination enfle sous les Trente Glorieuses. Le journal s'intéresse à tous les secteurs, il devient un fleuron de la presse professionnelle généraliste, avec une position solide. En 1962, Camille Didier meurt et le journal est repris par son fils, Édouard Didier.
En 1968, la parution est perturbée par une grève dure de la CGT, à l'imprimerie de Montrouge. En 1970, la famille Didier rachète le Groupe Moniteur, puis revend son entreprise, Usine Publications, au groupe Havas cinq ans plus tard. En 1992, se produit l'informatisation de la rédaction et en 1998, la création du site internet.
En 2013 est créé le pure player L'Usine Digitale (usine-digitale.fr), avec pour ambition d'en faire le média de référence pour la transformation numérique des entreprises.
En janvier 2021, le journal devient un mensuel.

## Édition en ligne
Créé en 1998, usinenouvelle.com est un site d'information économique et industrielle reprenant les articles du magazine L'Usine nouvelle, mais également d'autres sources (agences de presse, etc.). Il a été récompensé par le Palmarès de la presse professionnelle du prix du Meilleur site internet en 2003.
Le trafic mensuel en 2015 du site usinenouvelle.com mesuré par XiTi est :
- visiteurs uniques : 1,8 million ;
- pages vues : huit millions ;
- audience : cadres dirigeants.

En 2009, le site connaît une refonte. Ses principales rubriques sont l'Info 24/7, qui rapporte et analyse l'actualité du secteur industriel, et l'Expo permanente, qui met en relation les professionnels et leurs fournisseurs.

## Trophée des femmes de l'industrie
Depuis 2011, onze trophées sont décernés annuellement par un jury de professionnels pour honorer les femmes de l'industrie aux parcours remarquables. Véronique Morali est présidente du jury de l'édition 2016.